# Stora Rammsjön, Västergötland
Stora Rammsjön är en sjö i Alingsås kommun i Västergötland och ingår i Göta älvs huvudavrinningsområde.